# Vânători–Neamț Natúrpark
A Vânători–Neamț Natúrpark (románul Parcul Natural Vânători–Neamț) IUCN V-ös besorolású védett terület Romániában, Neamț megye északi részén, a Keleti-Kárpátok külső vonulatán.

## Fekvése

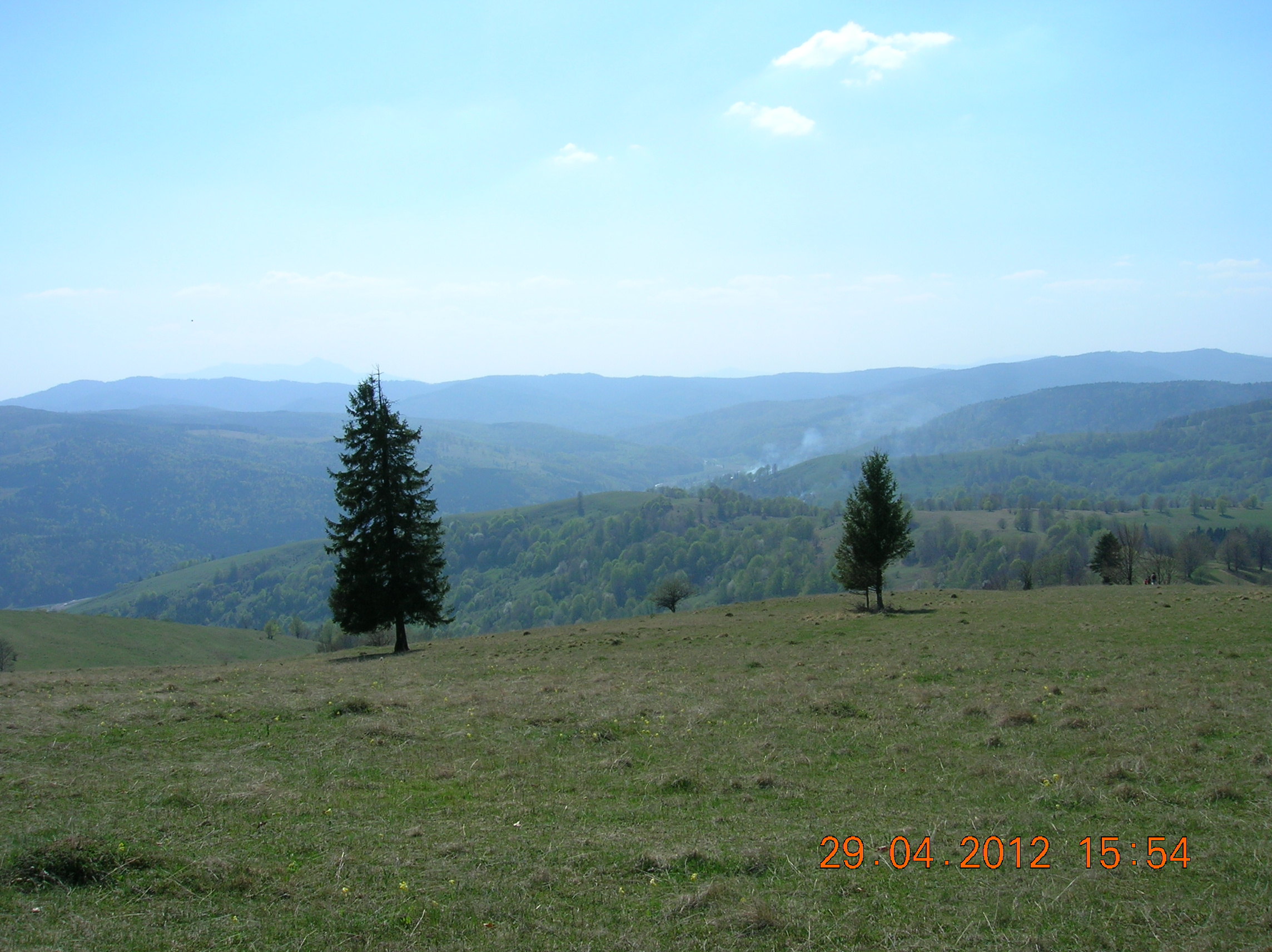
Az Esztena-hegység

Németvásártól nyugatra, a Moldovai-hegység és a Moldvai Szubkárpátok vidékén helyezkedik el. Kiterjedése eléri a 30 818 ha-t. A park északi részét az Esztena-hegységben szeli át a DN15B főút, amelyen keresztül elérhető a Keleti-Kárpátokon át a Felső-Maros völgye. A Natúrparktól dél-nyugati irányba található a Békási-víztározó és a Csalhó Nemzeti Park.
A Natúrpark Crăcăoani, Agapia és Vânători Neamț községek illetve Németvásár (Târgu Neamț) adminisztrációs területein van kijelölve. Kiterjedésének nagy részét, mintegy 26 ezer ha-t erdős terület foglalja el.

## Látnivalók
A park jelentős kulturális, történelmi és természeti értékekben bővelkedik. Számos műemlék jellegű kolostor található a vidéken (pl az Agapia kolostor, a Sihastria kolostor (Mănăstirea Siha) vagy épp a Neamți kolostor. Az Esztena-hegység környékén mintegy 70 visszatelepített európai bölény él egy rezervátumban, melynek fenntartása a Natúrpark egyik elsődleges célja.

## Természetvédelmi területek

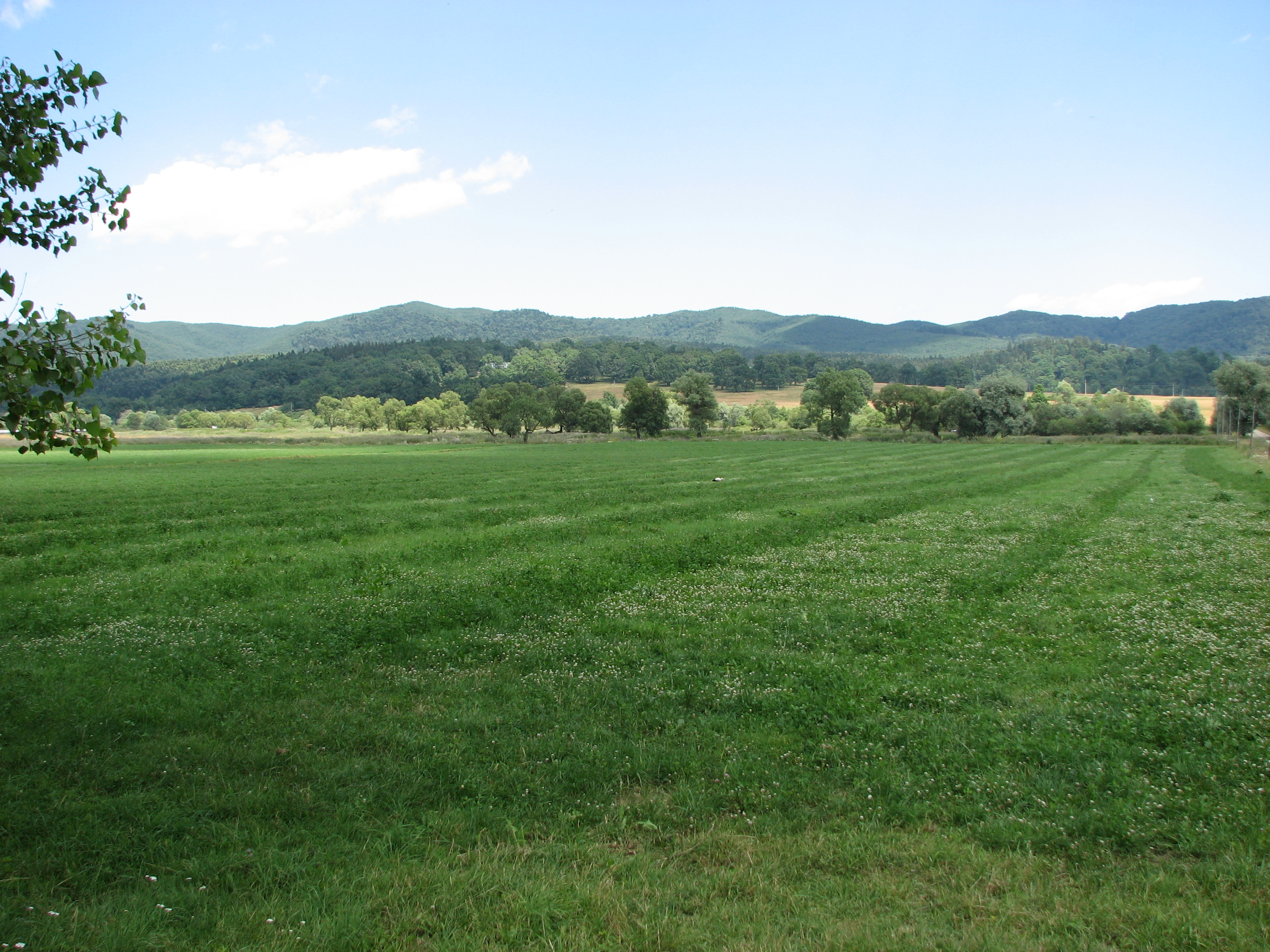
A bölényrezervátum

A Natúrpark területén 5 országos jelentőségű természetvédelmi terület található:
- Pădurea de Argint erdő- és tájvédelmi terület,
- Codrii de Aramă erdőrezervátum,
- Dumbrava-i tölgyrezervátum (Rezervația de stejar Dumbrava),
- Dragoș Vajda bölényrezervátum, 1968-ban alapítva
- és a Cuejdel-tó.

## Élővilága
A Natúrparkban megközelítőleg 50 ritka növényfaj található, mint pl a közönséges tiszafa, angyalgyökér (angelica), bazsarózsafélék (bujorul), Erigeron (őszirózsafélék, bunghișorul, Erigeron nanus), szárölelő nyelvcsap (liliomfélék, oușorul, Streptopus amplexifolius) vagy a sásliliom (Hemerocallis daria).
Az erdős területek kb 40%-át foglalja el a közönséges bükk, 30%-át a jegenyefenyő, 15% közönséges lucfenyő és 2%-át a kocsánytalan tölgy. A lombhullató erdők mintegy 580 különböző gombafajnak nyújtanak otthont. 
A Romániában fellelhető endemikus növényeknek mintegy 50%-a található a Natúrparkban.
Habár a park a bölényekről a legismertebb, állatvilága mintegy 35 emlősfajt számlál. A kárpáti állatvilág jelentős része megtalálható a területen: hiúz, vadmacska, barnamedve, közönséges vidra, gímszarvas, nyuszt vagy épp a vaddisznó. 17 különböző kétéltű fajt és 105 madárfajt tartanak nyilván. Ezek közül 6 nappali ragadozó (karvaly, héja, békászó sas, egerészölyv, gatyás ölyv és a darázsölyv). Négy éjjeli ragadozó fajt azonosítottak, ezek a macskabagoly, urális bagoly, kuvik és az erdei fülesbagoly. A hüllőknél leginkább a dombvidékre jellemző fajok találhatóak meg (vipera, vízisikló vagy a fürge gyík).

## Galéria

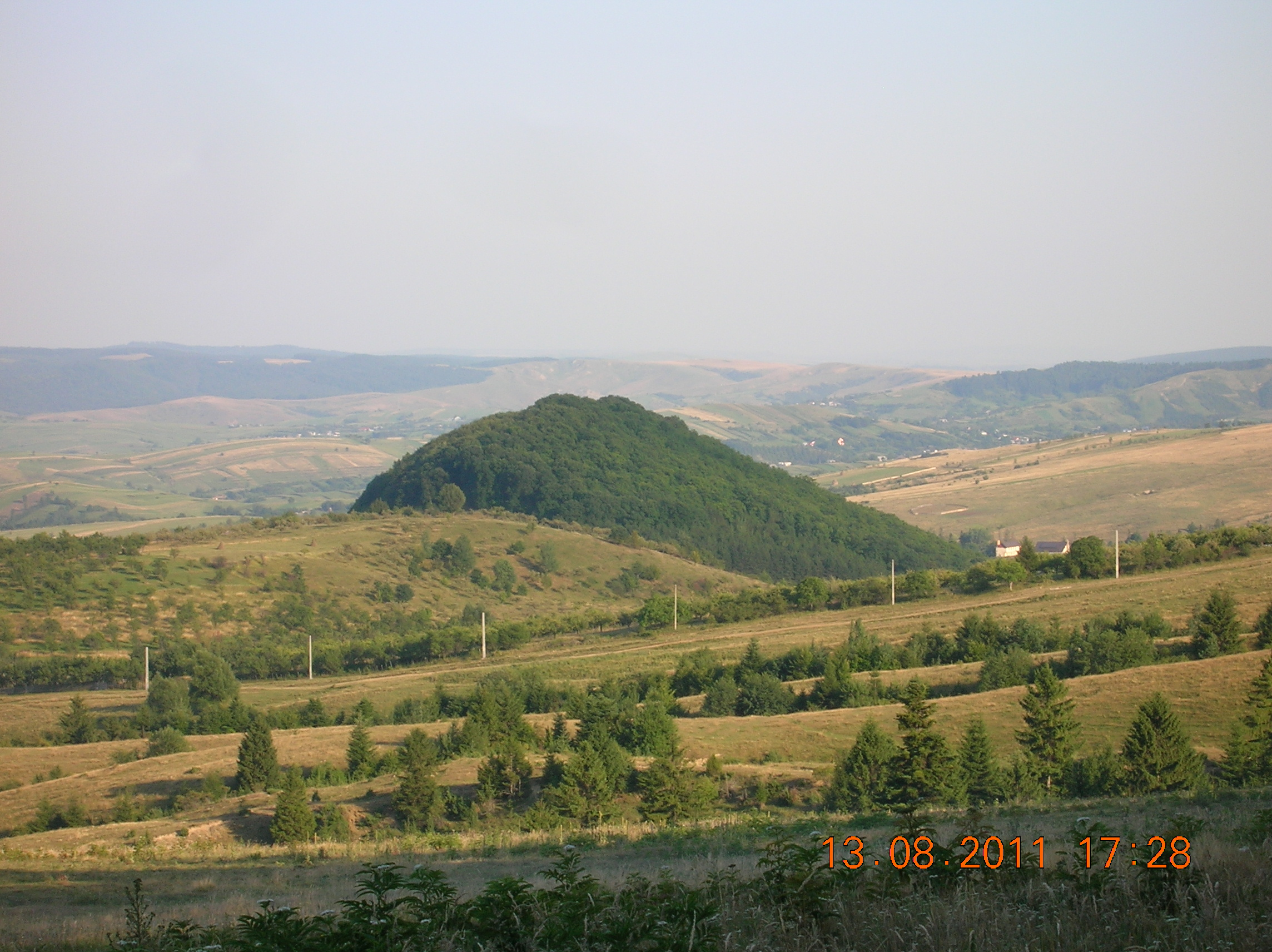
Codrii de Aramă
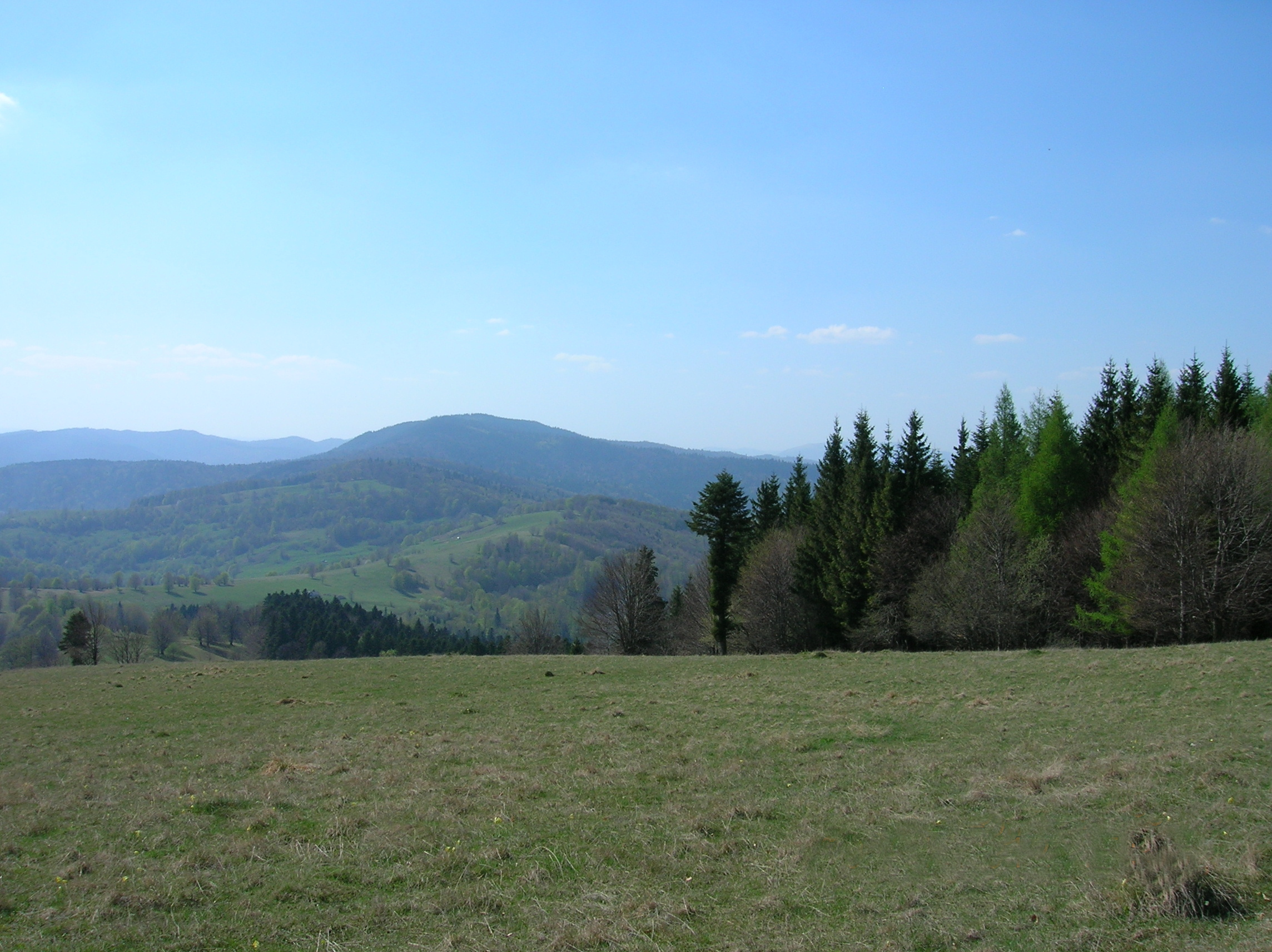
Esztena-hegység a Ciungi-pojánáról
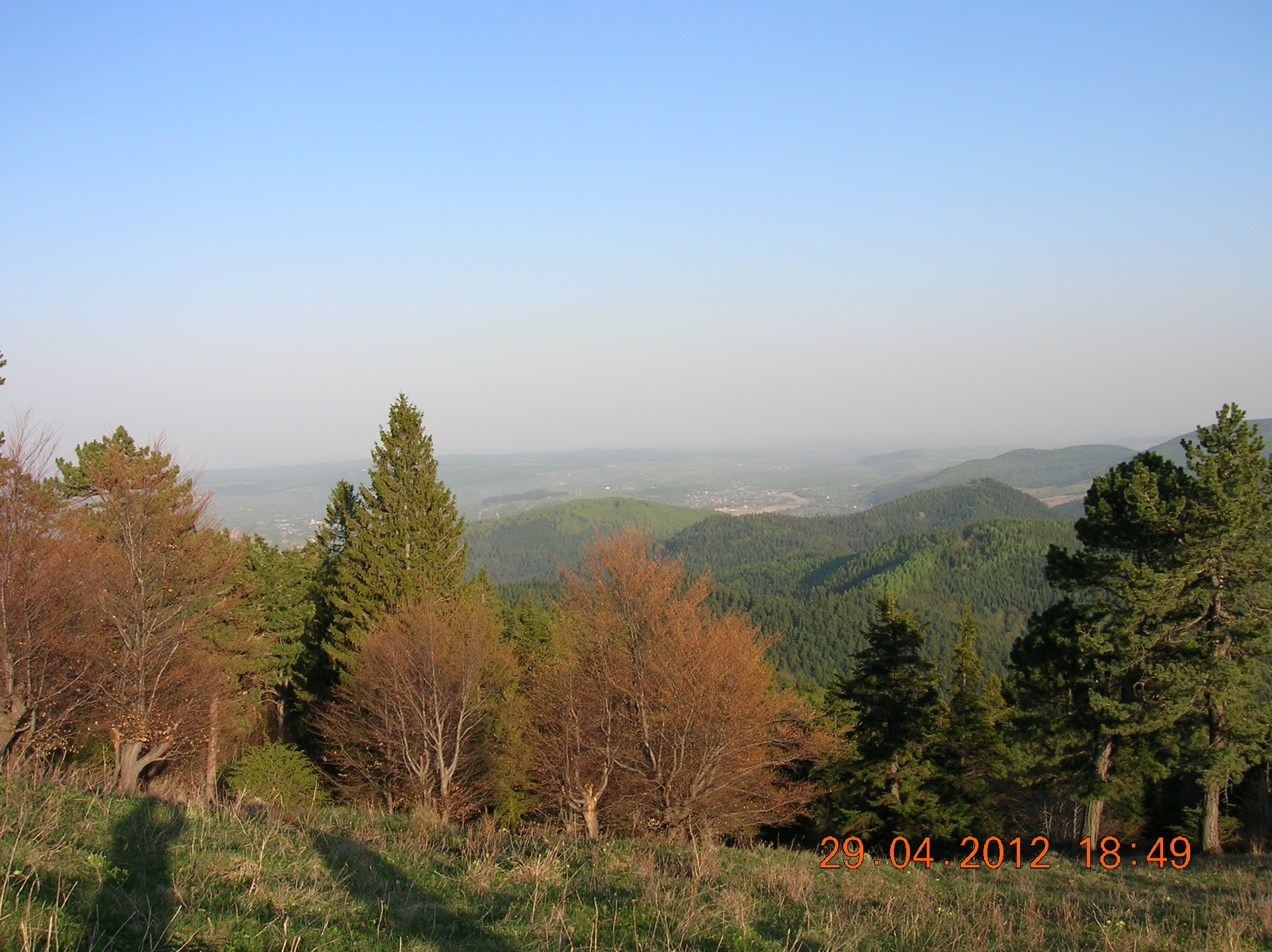
Horăicioara-csúcs, Esztena-hegység
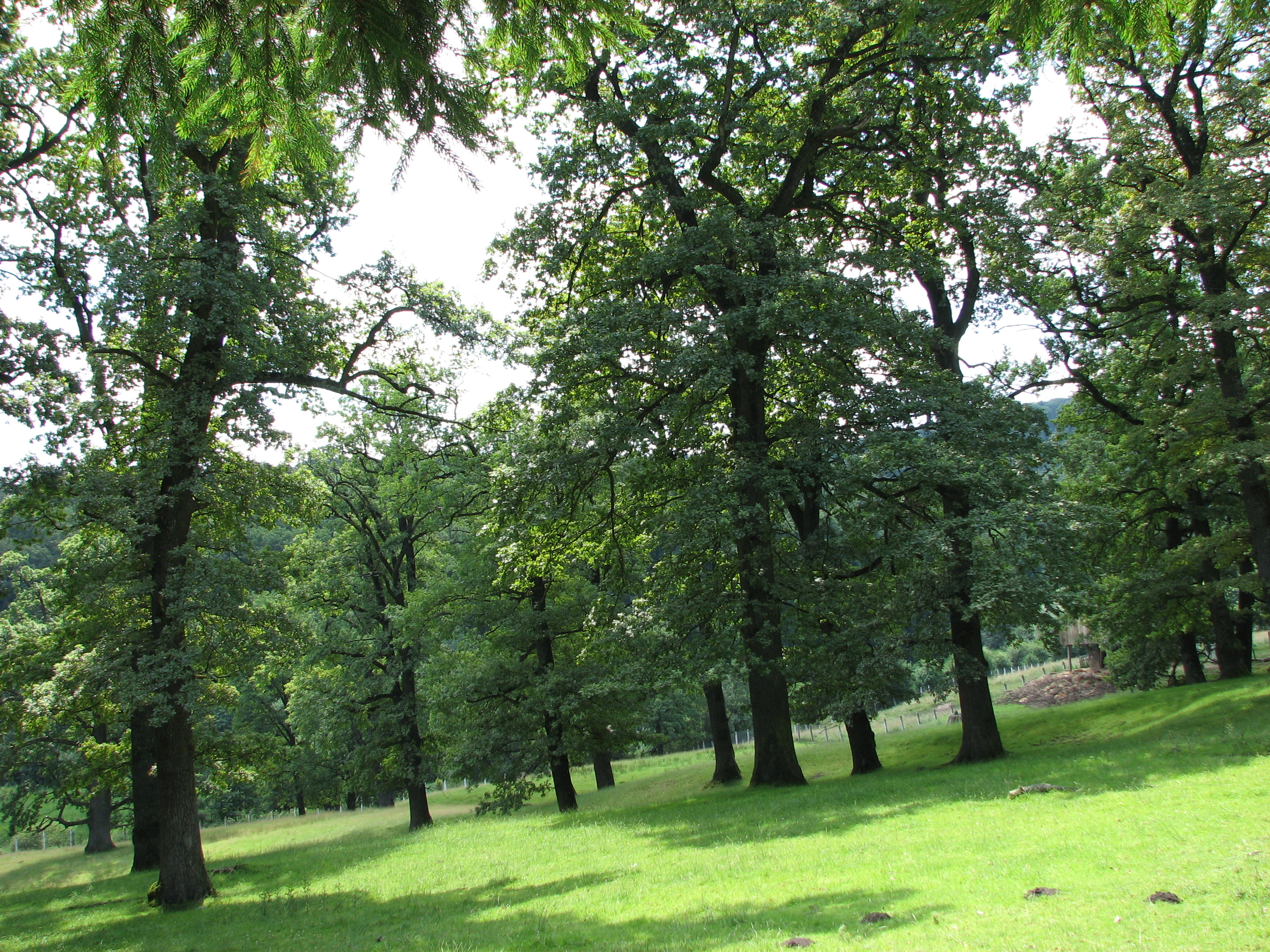
A bölényrezervátum
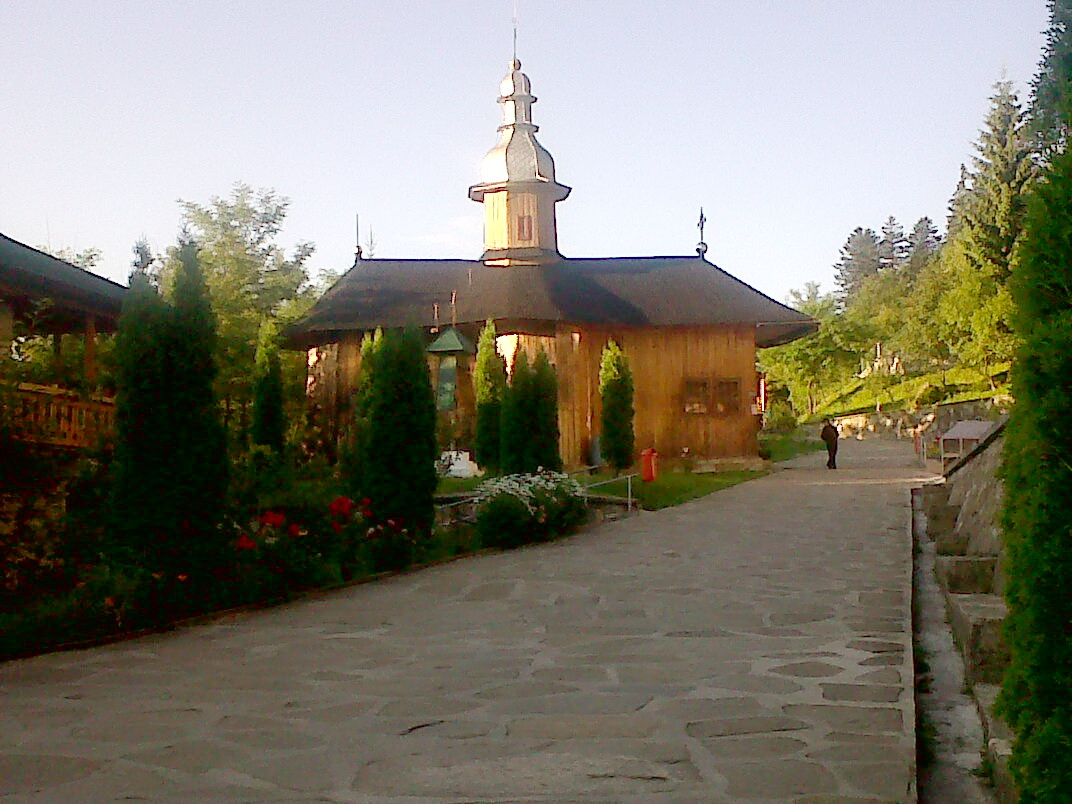
Sihastria kolostor
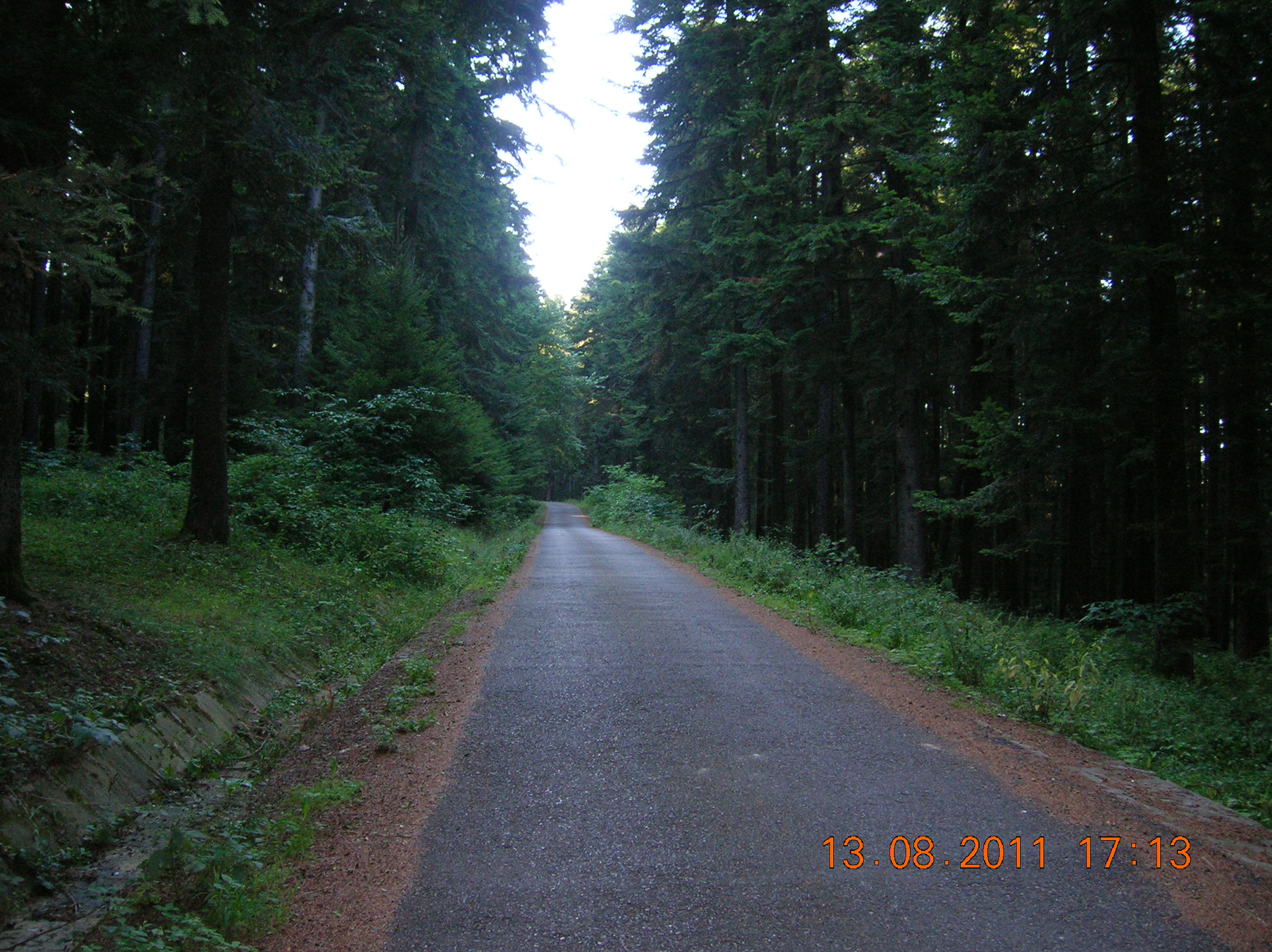
Erdei út Văratec şi Agapia települések között